# Leon Jessen
Leon Jessen (* 11. Juni 1986 in Brande) ist ein ehemaliger dänischer Fußballspieler. Zuletzt stand   er bei der Esbjerg fB unter Vertrag.

## Karriere

### Vereine

#### Jugend
Jessen begann seine Karriere in der Jugendabteilung von Brande IF und Ikast FS, die seit dem Zusammenschluss zwischen Ikast und Herning Fremad zum FC Midtjylland, dessen Jugendabteilung darstellen.
Nachdem er bereits als Ikast-Spieler auf Jugendebene zum dänischen U-19-Nationalspieler aufgestiegen war, feierte er am 23. Mai 2004 im Spiel gegen Esbjerg fB sein Profidebüt, in dem ihm das entscheidende Tor zum 2:1-Heimsieg gelang.

#### FC Midtjylland
Ab 2005 hatte sich der vielseitig auf der linken Außenbahn einsetzbare Jessen einen Stammplatz in der Profimannschaft von Midtjylland erkämpft und war aufgrund seiner kampfbetonten Spielweise zu einem Publikumsliebling geworden.
In der Spielzeit 2006/07 sorgte er mit der Mannschaft für eine kleine Sensation, als man lange Zeit um den Titel in der SAS-Liga mitspielte und am Ende Vizemeister wurde. Der Mannschaft, die fast ohne Routiniers auskam, wurde im Vorfeld der Saison zwar Talent bescheinigt, man hatte sie jedoch eher im Mittelfeld der Liga eingestuft. Neben Jessen avancierten in der Folge Spieler wie Dennis Sørensen, Mikkel Thygesen, Jesper Mikkelsen, Magnus Troest oder Simon Poulsen von Talenten zu Spitzenspielern der Liga und zogen das Interesse verschiedener größerer Vereine auf sich.
Zur Spielzeit 2007/08 verlor der Verein daraufhin einen Großteil seiner Leistungsträger an Vereine in stärkeren europäischen Ligen, wodurch man abermals eher als Außenseiter um den Titelkampf eingestuft wurde. Wider Erwarten spielte die Mannschaft jedoch erneut um den Titel mit und wiederholte die Leistung des Vorjahres mit dem abermaligen Vizemeistertitel. Man hatte es wieder geschafft, eigene Jugendspieler, wie etwa Simon Kjær, in die Mannschaft zu integrieren, die auf Anhieb starke Leistungen abrufen konnten. Jessen, inzwischen einer der arrivierteren Spieler im Kader, spielte eine solide Saison, ehe er sich im zwölften Saisonspiel eine schwere Leistenverletzung zuzog und für über ein Jahr ausfiel.
Erst im Frühjahr 2009 schaffte er ein Comeback und absolvierte noch die letzten acht Saisonspiele. Seine Mannschaft belegte am Ende den vierten Rang.
In der Spielzeit 2009/10 zeigte sich Jessen wieder gänzlich fit und konnte an seine starken Leistungen früherer Tage anknüpfen. In einer neu formierten Abwehr rund um den Routinier Martin Albrechtsen wurde er seither fast ausschließlich als linker Außenverteidiger aufgeboten.

#### 1. FC Kaiserslautern
Zur Saison 2010/11 wechselte Jessen ins Ausland und unterschrieb einen Vierjahresvertrag beim deutschen Bundesligaaufsteiger 1. FC Kaiserslautern. Zu Saisonbeginn gelang ihm der Sprung in die Startelf. Aus dieser wurde er aber im Laufe der Hinrunde wieder von seinem Konkurrenten Alexander Bugera verdrängt. In der Rückrunde hatte er seinen Stammplatz jedoch wieder inne, dort kam er in jedem der 17 Spiele zum Einsatz, 15 davon bestritt er über die vollen 90 Minuten. Zudem konnte er in den letzten beiden Heimspielen gegen St. Pauli und Werder Bremen seine ersten Vorlagen in der Bundesliga verbuchen; in beiden Partien gelang ihm eine Vorarbeit.
Die ersten acht Spieltage der Saison 2011/12 stand Jessen in der Stammelf der Roten Teufel, bevor er seinen Platz wieder für Bugera räumen musste. Dieser bestritt die nächsten elf Spiele von Beginn an, Jessen wurde nur einmal am 12. Spieltag in der 81. Minute für Bugera eingewechselt. In der Rückrunde kam er am 20. Spieltag gegen Köln zu seinem ersten Einsatz, als er in der 63. Minute für den verletzten Bugera eingewechselt wurde. Die nächsten fünf Spiele bestritt er von Beginn an und über die volle Spieldauer. Am 18. Februar 2012 gelang ihm bei der 1:2-Heimniederlage gegen Borussia Mönchengladbach sein erstes Bundesligator. Der sehenswerte Schuss in den Winkel wurde für das Tor des Monats nominiert. In der restlichen Saison wurde Jessen nicht mehr eingesetzt. Am Ende der Saison 2011/12 stieg er mit dem FCK in die 2. Fußball-Bundesliga ab.

#### Leihe nach Ingolstadt
Ende Januar 2013 wurde Jessen bis zum Saisonende 2012/13 an den Ligakonkurrenten FC Ingolstadt 04 verliehen. Sein erstes Spiel machte er am 28. Spieltag der Saison. Insgesamt absolvierte er in der Rückrunde 2012/13 sieben Partien für Ingolstadt. Zum Saisonende wurde die Leihe bis 2015 verlängert. Gleichzeitig verlängerte Jessen seinen Vertrag bei Kaiserslautern bis 2016.

#### Esbjerg fB
Zur Saison 2015/16 kehrte Jessen nach Dänemark zurück und wechselte zur Esbjerg fB. Er unterschrieb einen Dreijahresvertrag. Dort beendete Jessen Ende Dezember 2016 seine aktive Karriere.

### Nationalmannschaft
Bereits während seiner Zeit im Jugendteam von Ikast FS wurde er in die dänische U-19-Nationalmannschaft einberufen. Ab 2006 gehörte er dem Stamm der dänischen U-21-Nationalmannschaft an, ehe ihm seine schwere Verletzung zum Pausieren zwang. Insgesamt absolvierte er zwischen 2004 und 2008 15 Jugendländerspiele.
Nach seinem Comeback feierte er am 14. November 2009 im Freundschaftsspiel gegen Südkorea sein Debüt in der A-Nationalmannschaft. Vier Tage später musste er seinem größten Konkurrenten für die Position links in der Abwehr, Michael Lumb, im Spiel gegen die USA in Aarhus den Vorzug lassen.
Für das Freundschaftsländerspiel gegen Österreich am 3. März 2010 wurde er abermals in den Kader der A-Nationalmannschaft berufen.

## Erfolge
- Dänischer Vizemeister 2007, 2008 (mit dem FC Midtjylland)
- Zweitligameister 2015 (mit dem FC Ingolstadt 04)